# Wally Wingert
Wally Wingert, född 6 maj 1961 i Des Moines, Iowa, är en amerikansk röstskådespelare som gjort röster åt bland annat lejonet Alex i spelversionen av Dreamworks animerade film, Madagaskar.